# Elektroosmos

Schematisk bild över elektroosmos.

Elektroosmos eller elektrisk endosmos är vätskors rörelse i ett elektriskt fält genom ett poröst material. Fenomenet upptäcktes av tysken Ferdinand Friedrich von Reuss 1807.
Elektroosmos har använts för minskning av vattenhalt i torv. Likström sändes genom torven via elektroder, varvid porvatten – det vatten som finns inneslutet i porerna, det vill säga hålrummen i torv – vandrar mot katoden. Ledningsmotståndet har dock visat sig så stort att strömförbrukningen blivit alltför hög och torven dessutom blivit för starkt uppvärmd. Andra försök till tekniskt utnyttjande av fenomenet har även gjorts men inte heller de har visat sig lönsamma.

## Tillämpning
Då elektrisk endosmos uppstår i porösa material när en elektrisk potential verkar i vätskan har flera användningsområden prövats, där målet varit att torka ut konstruktioner med hjälp av tillförd potentialskillnad i det aktuella materialet.
Uttorkning av nygjutna betongkonstruktioner och andra fuktutsatta tunga konstruktioner såsom källarväggar är ett kontroversiellt tillämpningsområde för elektroosmotiska system, vilket bland annat marknadsförs mot fastighetsägare. Ett förekommande ingrepp innefattar elektroder som borras in i väggarna för att skapa ett elektriskt fält som påstås mota ut fukten. Fördelar som framhävs gentemot traditionella dräneringsmetoder är en enkel installation där fastighetsägaren undviker ingrepp på omgivande mark och/eller bebyggelse.
Villaägarnas riksförbund kallar dränering med elektroosmos för "bluff". I teoretiska modeller kan man påvisa att gynnsamma uttorkande effekter bör kunna uppnås om en korrekt fältstyrka erhålls; men enligt Villaägarnas riksförbund saknas det ännu verifierbara resultat framtagna enligt god vetenskaplig sed. Chalmers Industriteknik har dock gjort ett test av metoden och menar att den visst fungerar. Fast rapporten kritiseras för att vara ovetenskaplig av flera ledande forskare. De produkter som idag finns till försäljning har inte testats av Sveriges Tekniska Forskningsinstitut. I Tyskland har det meddelats marknadsföringsförbud för elektroosmotisk dränering.